# 김희곤 (정치인)
김희곤(金熙坤, 1964년 12월 17일~)은 대한민국의 정치인으로, 대한민국 제21대 국회의원이다.

## 학력
- ~1977: 금강국민학교 졸업
- 1977~1980: 부산내성중학교 졸업
- 1980~1983: 동래고등학교 졸업
- 1985~1990: 부산대학교 법학 학사
- 1998~2002: 연세대학교 행정대학원 일반행정학 석사

## 경력
- 1994~1996: 대통령비서실 기획조정실→정치특보실
- 1996~1998: 국회 박관용 의원실
- 1998~2004: 국회 정문화 의원실 보좌관
- 2008~2014: 국회 이진복 의원실 보좌관
- 2014~2017: 해양수산부 장관 정책보좌관
- 2020.07~2020.09: 미래통합당 소상공인 살리기 특별위원회 위원
- 2020.07~2020.09: 미래통합당 부산광역시당 수석대변인
- 2020.09 : 국민의힘 소상공인 살리기 특별위원회 위원
- 2020.09~2024.01: 국민의힘 부산시당 동래구 당협위원장
- 2020.09~2022.07: 국민의힘 부산광역시당 수석대변인
- 2020.09 : 국민의힘 호남 동행 국회의원 발대식 명예의원(전라북도 고창군)
- 2021.03~2021.04: 국민의힘 부산시당 4.7 부산시장 보궐선거 선거대책위원회 공동수석대변인
- 2021.04~2021.05: 부산미래혁신위원회 수석대변인
- 2021.07 : 국민의힘 천안함 생존 장병 및 유가족 지원 TF 위원
- 2021.08~2021.11: 국민의힘 윤석열 제20대 대통령 선거 예비후보 국민캠프 지역본부 권역별 선거대책위원회 부산광역시 선거대책위원회 총괄선거대책위원장
- 2021.09~2021.11: 국민의힘 윤석열 제20대 대통령 선거 예비후보 국민캠프 종합지원본부 부본부장
- 2021.12~2022.01: 국민의힘 살리는 선거대책위원회 종합지원총괄본부 당무지원본부 부본부장
- 2022.01~2022.03: 국민의힘 부산 살리는 선거대책위원회 선거대책본부 유세지원본부장 겸 대변인단 수석대변인
- 2022.03~2022.05: 제20대 대통령직인수위원회 대통령취임준비위원회 위원
- 2022.04~2023.04: 국민의힘 원내부대표
- 2022.05~2022.06: 국민의힘 제8회 지방선거 부산 선거대책위원회 홍보본부장(대변인단, 홍보대책단 총괄)
- 2023.05: 국민의힘 김남국 더불어민주당 의원의 고액 가상자산(암호화폐) 보유 논란을 밝히기 위한 진상조사 태스크포스 위원
- 2023.07: 국민의힘 약자와의동행위원회 복지정책분과 위원장
- 2023.09: 국민의힘 부산시당 수석대변인 겸 산업은행 부산이전 추진단장

### 의정 활동
- 2020.05~2024.05: 제21대 국회의원(부산 동래구, 미래통합당→국민의힘, 초선)
  - 2020.07~2021.06: 제21대 국회 전반기 정무위원회 위원
  - 2020.07~2024.05: 서민금융활성화 및 소상공인포럼 구성의원
  - 2020.07~2024.05: 국회 대중문화 미디어 연구회 구성의원
  - 2020.07~2024.05: 모빌리티 포럼 구성의원
  - 2021.06~2022.05: 제21대 국회 전반기 정무위원회 간사
  - 2021.06~2022.05: 제21대 국회 전반기 정무위원회 법안심사제1소위원회 위원
  - 2021.06~2022.05: 제21대 국회 전반기 정무위원회 법안심사제2소위원회 위원장
  - 2022.05~2022.06: 제21대 국회 전반기 윤리특별위원회 위원
  - 2022.07~2024.05: 제21대 국회 후반기 정무위원회 위원
    - 제21대 국회 후반기 정무위원회 법안심사제1소위원회 위원
    - 제21대 국회 후반기 정무위원회 예산결산심사소위원회 위원

  - 2022.07~2022.07: 제21대 국회 후반기 예산결산특별위원회 위원
  - 2022.08~2022.09: 제21대 국회 후반기 국회운영위원회 위원
    - 제21대 국회 후반기 국회운영위원회 청원심사소위원회 위원

  - 2023.11~2024.05: 제21대 국회 후반기 예산결산특별위원회 위원
    - 제21대 국회 후반기 예산결산특별위원회 예산안등조정소위원회 위원

## 전과
- 도로교통법위반(음주운전): 벌금 1,000,000원 - 2004년 12월 13일 선고[1]

## 역대 선거 결과
| 실시년도 | 선거   | 대수 | 직책     | 선거구      | 정당       | 득표수    | 득표율          | 순위 | 당락 | 비고 |
| -------- | ------ | ---- | -------- | ----------- | ---------- | --------- | --------------- | ---- | ---- | ---- |
| 2020년   | 총선   | 21대 | 국회의원 | 부산 동래구 | 미래통합당 | 81,722 표 | \| \| 51.85% \| | 1위  |      | 초선 |
|          | 51.85% |      |          |             |            |           |                 |      |      |      |

## 같이 보기
- 동래구 (2000년 선거구)
- 부산 동래구의 국회의원